# Eriochlamys
Eriochlamys là một chi thực vật có hoa trong họ Cúc (Asteraceae).

## Loài
Chi Eriochlamys gồm các loài: